# Liste des évêques et archevêques de Miami
Liste des évêques et archevêques de Miami (Archidioecesis Miamiensis)
Le diocèse de Miami est érigé le 25 mai 1958, par détachement de celui de Saint Augustine.
Il est érigé en archidiocèse le 2 mars 1968.

## Est évêque
- 13 août 1958-2 mars 1968 : Coleman Carroll (Coleman Francis Carroll)

## Puis sont archevêques
- 2 mars 1968-† 26 juillet 1977 : Coleman Carroll (Coleman Francis Carroll), promu archevêque.
- 26 juillet 1977-3 novembre 1994 : Edward McCarthy (Edward Anthony McCarthy)
- 3 novembre 1994-20 avril 2010 : John Favalora (John Clément Favalora)
- depuis le 20 avril 2010 : Thomas Wenski (Thomas Gérard Wenski)

## Source
- (en) L'Annuaire pontifical sur le site catholic-hierarchy.org